# Scatman Crothers
Scatman Crothers (23 de maig del 1910, Terre Haute, Indiana - 22 de novembre del 1986), va ser un cantant, músic, ballarí i actor. El seu treball més destacat va ser en la sèrie de TV Chico and the man com l'home escombraries, i com a Dick Halloran a la pel·lícula The Shining de Stanley Kubrick. També va ser conegut per interpretar la veu en off de diversos personatges de dibuixos animats com el gat Jazz de la pel·lícula Els Aristogats, el 1970. Va rebre el seu malnom Scatman, en fer una audició en la ràdio el 1932.

## Biografia
Va començar la seva carrera tocant la bateria als quinze anys en un bar clandestí de la seva ciutat. Va crear la seva pròpia banda el 1930 i va viatjar a Califòrnia el 1948. També tocava el piano en diversos clubs de la ciutat. Finalment, va anar a Los Angeles el 1952.
Crothers va treballar en nombrosos papers, tant per al cinema com per a la televisió, gairebé sempre en petits papers o secundaris. També va fer diversos curts musicals cap al 1940. Va fer el seu debut en la pel·lícula Meet Me at the Fair, el 1953.
Fumador empedreït, se li va diagnosticar un càncer de pulmó, però no en va fer cas i va seguir fumant. Finalment, el càncer se li va estendre a l'esòfag i va morir d'una pneumònia el 22 de novembre de 1986 a la seva casa de Califòrnia. Està enterrat al cementiri de Forest Lawn a Hollywood.

## Filmografia[2]
- El trio King Col·le & Benny Carter orquestra (1950) (curt)
- Sí, Mr. Bones (1951)
- La tornada de Gilbert i Sullivan (1952) (curt)
- Meet Me at the fair (1953)
- Sorprenent Susana (1953) (curt)
- Lux Video theatre (1953) (tv)
- A l'est de Sumatra (1953)
- My baby back home walking (1953)
- Fosc Jhonny (1953)
- Lady Sings the Blues (1972)
- Algú va volar sobre el niu del cucut (1975)
- Dos estafadors i una herència (1976)
- Els autèntics (1976)
- L'últim pistoler (1976)
- The Shining (1980)
- Deixalles valuoses (1981)
- Units pel destí (Two of a Kind) (1983)